# Улица Фронтовых Бригад (Уфа)
У́лица Фронтовы́х Брига́д — улица в жилом районе Инорс города Уфы. До 1984 года называлась Тунгусской.
Названа в честь комсомольско-молодёжных бригад, которые работали в годы Великой Отечественной войны на Уфимском моторном заводе (ныне УМПО). Лучшим из них присваивались звания фронтовых.
Почтовый индекс — 450043, код ОКАТО — 80401370000.